# Amphipyra parvula
Amphipyra parvula är en fjärilsart som beskrevs av Felix Bryk 1948. Amphipyra parvula ingår i släktet Amphipyra och familjen nattflyn. Inga underarter finns listade i Catalogue of Life.